# Perry (album)
Perry – dwudziesty drugi długogrający album Perry’ego Como wydany przez RCA Victor w 1974 roku. Był nagrywany między 4 stycznia a 1 maja 1974 roku w RCA Studio w Nowym Jorku.

## Lista utworów

### Strona pierwsza
1. „Temptation”
2. „The Hand's of Time”
3. „You Are the Sunshine of My Life”
4. „Behind Closed Doors”
5. „I Don't Know What He Told You”

### Strona druga
1. „That's You (Eres Tu)”
2. „The Way We Were”
3. „The Most Beautiful Girl”
4. „Beyond Tomorrow (theme from "Serpico")”
5. „Weave Me the Sunshine”